# Pelophylax fukienensis
Pelophylax fukienensis es un anfibio anuro de la familia Ranidae.

## Distribución
Se encuentra en China y Taiwán. Su hábitat natural es la llanura húmeda, bosques tropicales y subtropicales, de montaña, marismas, jardines rurales, bosques degradados, estanques, regadíos, canales y diques. No se considera amenazada actualmente.

## Publicación original
- Pope, 1929 : Four new frogs from Fukien Province, China. American Museum novitates, n. 352, p. 1-5 (texto íntegro).